# Astragalus kopetdaghi
Astragalus kopetdaghi es una especie de planta del género Astragalus, de la familia de las leguminosas, orden Fabales.

## Distribución
Astragalus kopetdaghi se distribuye por Turkmenistán e Irán.

## Taxonomía
Fue descrita científicamente por A. Boriss. Fue publicada en Fl. URSS 12: 185 (1946).